# Alyssum bulbotrichum
Alyssum bulbotrichum är en korsblommig växtart som beskrevs av Heinrich Carl Haussknecht och Joseph Friedrich Nicolaus Bornmüller. Alyssum bulbotrichum ingår i släktet stenörter, och familjen korsblommiga växter. Inga underarter finns listade i Catalogue of Life.